# Huyền thoại Người Dơi
Huyền thoại Người Dơi (tên gốc tiếng Anh: Batman Begins) là bộ phim siêu anh hùng dựa trên nhân vật giả tưởng trong truyện tranh của DC Comics là Batman, được đạo diễn bởi Christopher Nolan. Với Christian Bale trong vai Batman cùng với dàn diễn viên Michael Caine, Liam Neeson, Katie Holmes, Gary Oldman, và Morgan Freeman. Phim reboot lại series phim về Batman, kể câu chuyện về nguồn gốc nhân vật, từ nỗi sợ hãi ban đầu của Bruce Wayne với loài dơi, cái chết của cha mẹ anh, hành trình trở thành Batman của anh, và trận chiến chống lại kế hoạch hủy diệt thành phố Gotham của Ra's al Ghul và Scarecrow. Phim lấy cảm hứng từ những bộ truyện tranh kinh điển về Batman như The Man Who Falls, Batman: Year One, và Batman: The Long Halloween.
Sau một chuỗi các dự án không thành công nhằm phục hồi Batman trên màn ảnh sau thất bại về phê bình Batman & Robin (năm 1997), Nolan và David S. Goyer bắt đầu làm việc với bộ phim vào đầu năm 2003 nhắm đến một phong cách tăm tối và thực tế hơn, với tính nhân đạo và chủ nghĩa hiện thực là nền tảng của phim. Mục tiêu là khiến khán giả chú ý đến cả Batman lẫn Bruce Wayne.
Huyền thoại Người Dơi thành công cả về thương mại lẫn giới phê bình. Phim khởi chiếu 15/6/2005 ở Mỹ và Canada trên 3,858 rạp chiếu phim. Tuần mở đầu phim thu về 48 triệu đô la, và cuối cùng tổng doanh thu toàn cầu là hơn 372 triệu đô la. Phim được 85% fresh rating trên trang Rotten Tomatoes. Phim được đề cử Oscar cho hạng mục Quay phim xuất sắc nhất và được 3 giải BAFTA nữa. Phim cũng được đứng trong danh sách "500 Greatest Movies of All Time" của tạp chí điện ảnh danh tiếng Empire và giữ một vị trí trong "Top 250" của trang thông tin dữ liệu điện ảnh IMDb.
Huyền thoại Người Dơi là phim mở đầu cho loạt phim bộ ba The Dark Knight về Batman của Nolan, phần tiếp theo của phim mang tên Kỵ sĩ bóng đêm (2008) và phần cuối tựa đề Kỵ sĩ bóng đêm trỗi dậy (2012).

## Nội dung
Khi còn bé, Bruce Wayne vô tình ngã xuống một cái giếng cạn đầy dơi, từ đó cậu mắc chứng sợ loài dơi. Sau đó, cậu bé chứng kiến cha mẹ bị giết bởi tên cướp Joe Chill, để lại cậu một mình dưới sự chăm sóc của ông quản gia Alfred Pennyworth. Vài năm sau, Chill được ra tù vì nhận lời làm chứng chống lại tên trùm tội phạm Carmine Falcone trước tòa. Bruce, giờ đã là một thanh niên, tới tòa án định bắn Chill, nhưng một tên sát thủ của Falcone đã giết hắn trước. Bruce tâm sự với cô bạn thời thơ ấu Rachel Dawes, giờ đã là một trợ lý công tố viên thành phố Gotham, cô tức giận vì ý muốn báo thù của Bruce và đưa anh tới một nhà hàng Falcone lui tới để nói lời "cảm ơn". Và khi Bruce đối mặt Falcone, hắn ném vào mặt anh thái độ khinh bỉ và thực tế phũ phàng: đa số cảnh sát và quan chức đã ăn hối lộ của tội phạm, và không như anh, Rachel và Alfred vẫn còn nhiều điều để mất. Vì vậy, Bruce rời Gotham để tìm hiểu về thế giới ngầm của bọn tội phạm, hi vọng với những kinh nghiệm tích lũy được khi trở về Gotham anh sẽ dẹp trừ tội phạm và sự tha hóa biến chất của thành phố. Trong một nhà tù ở Bhutan, anh gặp Henri Ducard, người đề nghị huấn luyện anh thành một ninja của Liên minh Bóng tối (League of Shadows) được dẫn dắt bởi Ra's al Ghul. Khi hoàn thành khóa huấn luyện, Bruce phát hiện ra ý định thực sự của Liên minh: giải phóng Gotham khỏi bọn tội phạm bằng cách hủy diệt cả thành phố. Anh đốt ngôi đền của Liên minh, giết Ra's, nhưng cứu mạng Ducard.
Bruce trở lại Gotham. Thể hiện trước công chúng như một dân chơi bất cần đời, nhưng anh cũng rất quan tâm đến công ty của gia đình. Bruce gặp Lucius Fox, ông giới thiệu với anh những công nghệ đang được thử nghiệm của công ty, trong đó có chiếc xe bọc thép, bộ trang phục bảo hộ, những thứ giúp Bruce tạo dựng hình ảnh Batman để chống tội phạm. Batman ngăn chặn một vụ vận chuyển ma túy trái phép, giúp Trung sĩ cảnh sát James Gordon và cảnh sát Gotham bắt giữ tên Falcone bất khả xâm phạm. Trong khi đó, một chuyến hàng của tập đoàn Wayne bị cướp, và một loại vũ khí thử nghiệm bị mất, loại vũ khí này có thể dùng vi sóng để làm bốc hơi nguồn nước quân địch.
Ở Gotham, Falcone và đồng bọn được xác nhận tâm thần không ổn định, không thể tham dự xử án và được chuyển đến viện tâm thần Arkham bởi tên bác sĩ Jonathan Crane, kẻ sử dụng Falcone để nhập về một loại thuốc gây ảo giác nguy hiểm có thể gây nên chứng rối loạn tâm thần nghiêm trọng. Crane đầu độc Falcone trong khi đeo một chiếc mặt nạ vải, làm Falcone phát điên vì sợ hãi "Bù nhìn" (Scarecrow). Trong khi điều tra về Crane, Batman cũng bị nhiễm độc và được cứu bởi Alfred và Fox giúp chế tạo thuốc giải độc giúp anh. Rachel tới Arkham, nơi Crane tiết lộ hắn đã cho chất độc vào nguồn nước của Gotham. Cô được Batman cứu, anh dùng chính chất độc của Crane để tra khảo hắn. Crane nói hắn đang làm việc cho Ra's al Ghul, điều Batman không tin vì cho rằng Ra's đã chết.
Trong tiệc sinh nhật ở dinh thự nhà Wayne, Bruce gặp lại Ducard, ông tiết lộ mình chính là Ra's al Ghul thật. Giả vờ say rượu, Bruce đuổi hết khách đi vì sự an toàn của họ, chỉ còn một mình anh với Ra's và các ninja của ông. Ra's cho biết kế hoạch phá hủy Gotham của Liên minh: dùng máy làm bốc hơi nước đã ăn trộm được với nguồn nước đã bị hạ độc, khiến mọi người sát hại lẫn nhau trong cơn ảo giác. Liên minh đốt tòa biệt thự và Bruce bị kẹt ở trong, nhưng Alfred cứu được anh kịp lúc. Trong khi Liên minh bắt đầu phân tán chất độc, Batman cứu được Rachel từ một tên tội phạm đã bị nhiễm thuốc và tiết lộ danh tính thật của mình với cô. Anh giao chiếc Tumbler cho Gordon và đuổi theo Ra's, kẻ sử dụng đường tàu cao tốc của Gotham để vận chuyển chiếc máy tới tòa tháp Wayne, công trình được xây trên đường ống chính, nơi hắn sẽ khiến nước nhiễm độc ở cả thành phố bốc hơi. Batman chiến đấu với Ra's trên đoàn tàu và chạy thoát ngay trước khi Gordon sử dụng chiếc Tumbler để phá hủy đường tàu, bỏ mặc Ra's chết trong vụ tai nạn tàu sau đó.
Batman trở thành người hùng của công chúng, nhưng cũng mất đi Rachel, người không thể yêu cả Bruce lẫn Batman. Jim Gordon được thăng chức lên Trung úy, cho Batman thấy đèn tín hiệu Bat-Signal và nói với anh về một tên tội phạm mới thực hiện hành vi giết người cướp của, để lại danh thiếp là một lá bài Joker. Batman hứa sẽ điều tra về tên tội phạm này và biến mất trong đêm.

## Diễn viên
- Christian Bale trong vai Bruce Wayne / Batman 
Wayne là một tỷ phú có cha mẹ bị giết từ lúc anh mới 8 tuổi. Đi vòng quanh thế giới nhiều năm để tìm cách chiến đấu chống lại sự bất công, anh trở lại Gotham. Đến đêm, Bruce trở thành Batman, người bảo vệ cho thành phố Gotham. Bale được tuyển vào vai ngày 11/9/2003, anh đã bày tỏ hứng thú vào vai Batman từ khi Darren Aronofsky định làm phim này. Một số ứng cử viên trước đó cho vai diễn có Billy Crudup, Jake Gyllenhaal, Hugh Dancy, Joshua Jackson, Eion Bailey, và Cillian Murphy. Bale cảm thấy các phim trước đó không tận dụng được nhân vật Batman, mà quá nhấn mạnh vào các nhân vật phản diện. Để thể hiện hình tượng Batman tốt nhất, Bale đã nghiên cứu nhiều graphic novels và hình ảnh siêu anh hùng. Đạo diễn Nolan nói về Bale, "Anh chính là sự cân bằng giữa ánh sáng và bóng tối mà chúng tôi đang tìm kiếm". Goyer thì cho rằng trong khi một số diễn viên có thể vào vai Bruce Wayne hay Batman một cách xuất sắc, thì Bale có thể thể hiện cả hai nhân cách khác nhau đó. Bale không thích bộ trang phục của anh, vì nó rất thường xuyên nóng lên. Anh nói, "Batman phải thật dữ dội, và bạn trở thành quái thú trong bộ đồ đó, như Batman nên thế – không phải một người đàn ông mặc một bộ đồ, mà là một sinh vật khác". Vì anh đã giảm nhiều cân để vào vai trong 'The Machinist', Bale đã phải thuê huấn luyện viên riêng để giúp anh tăng thêm 100 pounds (45 kg) chỉ trong vài tháng để có thể hình thích hợp với vai diễn nhất. Anh thậm chí còn tăng quá mức cần thiết và Bale nhận ra thể hình lớn không ổn lắm, vì Batman chú trọng vào tốc độ và chiến thuật. Anh lại phải giảm cân khi phim khởi quay.
- Michael Caine trong vai Alfred Pennyworth 
 Người quản gia trung thành của gia đình Wayne, tiếp tục phục vụ cậu chủ khi cha mẹ cậu mất. Ông là người thân cận nhất với Bruce Wayne. Nolan cảm thấy Caine sẽ thể hiện tốt hình tượng người cha nuôi của nhân vật. Mặc dù gia đình Alfred được nói đến là đã phục vụ dòng họ Wayne từ nhiều thế hệ, Caine đã tạo bối cảnh nhân vật của riêng mình, trong đó, trước khi ông trở thành quản gia nhà Wayne, Alfred đã tham gia Không quân. Sau khi bị thương, ông được Thomas Wayne mời làm quản gia vì "Ông ấy muốn một người quản gia, nhưng là ai đó khó chơi hơn, bạn biết không?".
- Liam Neeson trong vai Ra's al Ghul 
 Dưới danh phận giả Henri Ducard, Ra's huấn luyện ninjutsu cho Bruce. Biên kịch David Goyer nói ông cảm thấy Ra's là nhân vật phản diện phức tạp nhất trong tất cả kẻ thù của Batman, so sánh ông ta với Osama bin Laden: "Ông ta không điên như các kẻ thù khác của Batman. Ông ta không vì báo thù, ông ta chỉ muốn hàn gắn thế giới. Chỉ là ông ta làm việc đó bằng một phương pháp rất tàn bạo". Christopher Nolan đã thảo luận với cộng sự từng tham gia Memento của anh là Guy Pearce về việc vào vai này, nhưng cả hai đều đồng ý là anh quá trẻ cho vai đó. Neeson thường được chọn vào vai người thầy, do đó việc tiết lộ nhân vật của ông là kẻ thù chính sẽ gây bất ngờ cho người xem.
- Katie Holmes trong vai Rachel Dawes 
 Người bạn thời thơ ấu của Bruce giờ làm trợ lý công tố viên thành phố Gotham, chống lại sự tha hóa biến chất của thành phố. Sarah Michelle Gellar và Rachel McAdams đã từng muốn vào vai này. Emma Lockhart diễn vai Rachel Dawes lúc còn bé.
- Gary Oldman trong vai James Gordon 
 Một trong số ít những sĩ quan cảnh sát thanh liêm của thành phố Gotham. Ông làm nhiệm vụ trực cái đêm mà cha mẹ Bruce Wayne bị sát hại. Ông có một mối quan hệ đặc biệt với Bruce lúc lớn và cả với Batman. Nolan lúc đầu định mời Oldman vào vai phản diện, nhưng khi Chris Cooper bỏ vai Gordon, anh quyết định làm mới Oldman, người nổi tiếng nhờ những vai phản diện, bằng cách mời ông vào vai này. Oldman quay hầu hết các cảnh quay của ông ở Anh. Goyer nói Oldman rất giống với Gordon được vẽ bởi David Mazzucchelli trong bộ graphic novel kinh điển Batman: Year One.
- Cillian Murphy trong vai Jonathan Crane / The Scarecrow 
 Một dược sĩ cũng là nhà tâm lý học làm việc ở viện tâm thần Arkham Asylum đã phát triển một loại chất độc gây sợ hãi. Hắn lấy hình dạng bù nhìn (Scarecrow) trong thử nghiệm, dùng bệnh nhân làm vật thí nghiệm cho chất độc của hắn. Hắn làm việc với Ra's al Ghul và Carmine Falcone. Nolan từ chối diễn viên người Ireland vào vai Batman, nhưng sau đó cho anh vai Scarecrow. Murphy đã đọc nhiều truyện tranh liên quan đến Scarecrow để vào vai này.
- Tom Wilkinson trong vai Carmine Falcone 
 Ông trùm của thế giới ngầm thành phố Gotham. Hắn làm việc với bác sĩ Jonathan Crane và Ra's al Ghul bằng cách vận chuyển lậu chất độc gây sợ hãi của Crane cùng ma túy của mình, để vài tháng sau hắn có thể đầu độc nguồn nước thành phố.
- Morgan Freeman trong vai Lucius Fox 
 Nhân viên cao cấp của Tập đoàn Wayne, người làm việc cho Phòng Khoa học ứng dụng của công ty, nơi ông tiến hành những nghiên cứu tiên tiến về sinh hóa và cơ khí chế tạo. Fox hỗ trợ phần lớn những gì Batman cần và được tiến cử làm CEO vào cuối phim khi Bruce chiếm lại được công ty. Freeman là lựa chọn đầu tiên và duy nhất của Goyer cho vai này.

Các diễn viên khác tham gia có Rutger Hauer trong vai William Earle, CEO của tập đoàn Wayne, người tiếp quản công ty khi Bruce Wayne vắng mặt; Mark Boone Junior vào vai cộng sự của Gordon, thanh tra Arnold Flass; Ken Watanabe vào vai kẻ thế mạng cho Ra's al Ghul; Larry Holden vào vai công tố viên trưởng Carl Finch; Tim Booth vào vai Victor Zsasz; Rade Šerbedžija vào vai một người vô gia cư, người cuối cùng gặp Bruce khi anh rời Gotham, và cũng là người đầu tiên nhìn thấy Batman.

## Chủ đề
Chủ đề chính của phim là nỗi sợ hãi, thứ hỗ trợ cho câu chuyện về Bruce Wayne trở thành một anh hùng. Đạo diễn Christopher Nolan xác định ý tưởng đằng sau của phim là "một người phải đối mặt với nỗi sợ hãi trong sâu thẳm tâm can mình và phải cố vượt qua nó". Chủ đề sợ hãi cũng được rõ ràng với sự lựa chọn nhân vật phản diện là Scarecrow - một kẻ dùng khí gas gây sợ hãi lên nạn nhân của mình.

## Sản xuất

### Phát triển
Tháng 1 năm 2003, Warner Bros. thuê đạo diễn của Memento, Christopher Nolan đạo diễn một phim về Batman chưa có tiêu đề, và David S. Goyer hai tháng sau ký hợp đồng viết kịch bản cho phim. Nolan dự định khởi động lại cả dòng phim về Batman bằng cách "kể về nguồn gốc nhân vật, câu chuyện chưa từng được kể trên màn ảnh rộng lần nào". Nolan cho rằng tính nhân đạo và hiện thực sẽ là nền tảng cho một bộ phim khởi đầu, và "thế giới của Batman sẽ rất thực tế".
Cảnh đầu phim khi Bruce Wayne còn nhỏ ngã xuống giếng là lấy từ "The Man Who Falls", một truyện ngắn của Denny O'Neil và Dick Giordano. "The Long Halloween" của Jeph Loeb và Tim Sale, cũng ảnh hưởng đến kịch bản của Goyer, với tên trùm tội phạm Carmine Falcone là một trong những yếu tố được lấy từ "Long Halloween". Biên kịch định thêm nhân vật Harvey Dent vào phim, nhưng cuối cùng thay thế anh bởi một nhân vật mới Rachel Dawes vì họ thấy không thể dành nhiều thời gian cho nhân vật này. Nhân vật này sau đó được thể hiện bởi Aaron Eckhart trong The Dark Knight. Phần tiếp theo của Long Halloween là "Batman: Dark Victory", cũng có chút ảnh hưởng.

### Quay phim
Quá trình quay phim bắt đầu từ tháng 3/2004 ở sông băng Vatnajökull ở Iceland (trong phim là ở Bhutan). Đoàn làm phim đã xây dựng một ngôi làng và cửa trước cho đền của Ra's, còn phải làm đường lên vùng xa xôi hẻo lánh đó nữa. Thời tiết là một vấn đề, với gió thổi với vận tốc 121 km/h và thiếu tuyết.
Dù phim rất u ám, Nolan muốn nhiều lứa tuổi có thể cùng xem phim. "Rõ ràng là không thể cho trẻ con quá nhỏ xem, tôi nghĩ phim có chút hơi quá đối với chúng, nhưng trẻ 10-12 tuổi chắc là được, vì khi là trẻ con tôi rất thích xem những phim như thế này". Do đó phim không quay cảnh nào có máu me.

### Thiết kế
Nolan lấy cảm hứng cho Huyền thoại Người Dơi từ bộ phim khoa học viễn tưởng kinh điển Blade Runner (1982). Anh đã mời quay phim của Blade Runner là Wally Pfister đến để thực hiện bộ phim này. Nolan làm việc với nhà thiết kế sản xuất Nathan Crowley để tạo hình diện mạo thành phố Gotham. Crowley xây dựng một mô hình thành phố kín cả nhà để xe của Nolan. Nhiều yếu tố được lấy từ New York, Chicago, Tokyo; những con hẻm dựa trên khu ổ chuột Kowloon (nay đã bị phá bỏ) ở Hồng Kông.
Những nhà làm phim muốn tạo một bộ Batsuit cho phép di chuyển dễ dàng để chiến đấu và ẩn nấp. Các phim trước thì Batsuit luôn bị giới hạn mà khó di chuyển phần đầu. Nhà thiết kế trang phục Lindy Hemming và nhóm của cô đã thiết kế bộ Batsuit. Cơ bản là áo trong bằng cao su tổng hợp, sau đó là lớp nhựa phủ bên ngoài. Nhóm đã phải trộn nhiều loại bọt khác nhau để chọn ra hỗn hợp nào nhẹ, bền, co giãn tốt nhất. Về phần chiếc áo choàng, đạo diễn Christopher Nolan muốn một chiếc áo choàng có thể bay theo gió đẹp như nhiều truyện tranh về Batman. Nhóm của Hemming làm chiếc áo choàng từ loại nylon làm dù có tĩnh điện. Trên cùng của chiếc áo choàng là chiếc mũ trùm đầu, được thiết kế bởi Nolan, Hemming, và người giám sát thiết kế phục trang Graham Churchyard. Mũ trùm đầu được thiết kế đủ mỏng để di chuyển được nhưng cũng phải đủ dày để tránh bị nhăn khi Bale quay đầu trong khi mặc Batsuit.

### Chỉ đạo võ thuật
Các cảnh chiến đấu sử dụng kỹ thuật chiến đấu Keysi, kỹ thuật cũng được sử dụng sau này trong các phần tiếp theo, The Dark Knight và The Dark Knight Rises. Kỹ thuật này là một hệ thống tự vệ mà luyện tập dựa trên nghiên cứu và bồi dưỡng những bản năng tự nhiên.

### Hiệu ứng đặc biệt
Nolan muốn dùng diễn viên đóng thế truyền thống hơn là kỹ xảo vi tính CGI (computer-generated imagery). Các mô hình được sử dụng cho đường phố và đền của Ra's al Ghul. Tuy nhiên, cũng có nhiều cảnh phải sử dụng hình ảnh CG, như các tòa nhà chọc trời ở Gotham, tháp của tập đoàn Wayne, và một số cảnh quay đường ray trên không. Cảnh cuối trên đường ray sử dụng hỗn hợp cả hình ảnh thật, mô hình, lẫn CGI.
Những con dơi thì hoàn toàn là kỹ xảo vi tính, trừ những cảnh quay chỉ có 1-2 con dơi, vì quay với một số lượng lớn dơi thật thì sẽ rất khó khăn.

### Âm nhạc
Phần nhạc nền của Huyền thoại Người Dơi được soạn bởi Hans Zimmer và James Newton Howard. Zimmer và Howard đã đến trường quay của phim để lấy cảm hứng soạn nhạc. Zimmer soạn nhạc cho các cảnh hành động, trong khi Howard tập trung vào những cảnh tâm lý của phim.

## Phát hành
Huyền thoại Người Dơi khởi chiếu ngày 15 tháng 6 năm 2005 ở Mỹ và Canada trên 3.858 rạp chiếu, trong đó có 55 rạp IMAX. Phim đứng đầu về doanh thu trong tuần đầu công chiếu với 48.745.440 đô la, một con số "lớn nhưng không ấn tượng so với tiêu chuẩn phim bom tấn ngày nay". Doanh thu sau 5 ngày là 72,9 triệu đô la, hơn Batman Forever (1995). Huyền thoại Người Dơi cũng phá kỷ lục 5 ngày đầu tiên công chiếu ở 55 rạp IMAX, thu về 3,16 triệu đô la. Khán giả xem phim có 57% là nam giới và 54% người dưới 25 tuổi.
Phim đứng đầu thêm một tuần nữa, với 27.589.389 đô la, giảm 43% so với tuần đầu. Huyền thoại Người Dơi cuối cùng thu được 205.343.774 đô la trong nước và doanh thu toàn thế giới được 372.710.015 đô la. Nó là phim có doanh thu cao thứ 4 trong số các phim về Batman, kém Batman của Tim Burton với 411.348.924 đô la và The Dark Knight, The Dark Knight Rises với doanh thu hơn 1 tỷ đô la. Huyền thoại Người Dơi là phim có doanh thu cao thứ 8 ở Mỹ trong năm 2005.

## Đón nhận

### Đánh giá chuyên môn
Huyền thoại Người Dơi nhận được nhiều review tích cực từ giới phê bình. Rotten Tomatoes cho biết 85% các nhà phê bình đánh giá tốt về phim dựa trên 261 bài review, với điểm trung bình là 8.3/10.
Kenneth Turan của tờ Los Angeles Times cảm thấy bộ phim khởi đầu chậm, cho rằng bộ phim chú trọng vào "câu chuyện, tâm lý và hiện thực, chứ không phải hiệu ứng đặc biệt". David Denby của tờ The New Yorker không cùng chung quan điểm với Turan. Ông không có ấn tượng gì đặc biệt với phim nếu so sánh với 2 phim trước của Tim Burton, cho rằng Christian Bale đã chọn một kịch bản không hợp với mình, cảnh cao trào cuối phim thì "tệ và không gây hứng thú", khả năng quay các cảnh hành động của Nolan cũng không tốt.
Nhà phê bình nổi tiếng Roger Ebert viết đây là "bộ phim Batman mà tôi đang chờ đợi; đúng hơn thì đây là bộ phim tôi đã không nhận ra là tôi đang chờ đợi". Cho phim 4/4 sao, ông khen ngợi tính hiện thực của Batman – Batsuit, Hang dơi (Batcave), Batmobile, và Batsignal – cũng như việc bộ phim tập trung vào "câu chuyện và nhân vật" chứ không phải "các cảnh hành động kỹ thuật cao".

### Giải thưởng
Wally Pfister được đề cử Oscar cho Quay phim xuất sắc nhất, đây cũng là đề cử Oscar duy nhất cho phim. Phim được 3 đề cử ở giải BAFTA lần thứ 59. Chỉ vài tháng sau khi ra mắt, Huyền thoại Người Dơi đã được độc giả của tạp chí Empire bầu chọn đứng thứ 36 trong các phim hay nhất mọi thời đại. Phim được 3 giải Saturn năm 2006: Phim giả tưởng xuất sắc nhất, Diễn viên chính xuất sắc nhất cho Christian Bale, và kịch bản xuất sắc nhất cho Nolan và Goyer. Tuy nhiên, diễn xuất của Katie Holmes không được đánh giá cao, cô bị đề cử Mâm xôi vàng cho Nữ diễn viên phụ tệ nhất.